# Tierra Blanca (San Agustín Loxicha)
Tierra Blanca es una comunidad en el Municipio de San Agustín Loxicha en el estado de Oaxaca. Tierra Blanca está a 1223 metros de altitud. 

## Geografía
Está ubicada a 15° 34' 13.44" latitud norte y 96° 20' 38.76" longitud oeste.

## Población
Según el censo de población de INEGI del 2010: la comunidad cuenta con una población total de 1513 habitantes, de los cuales 742 son mujeres y 771 son hombres. Del total de la población 1309 personas hablan alguna lengua indígena.

## Ocupación
El total de la población económicamente activa es de 414 habitantes, de los cuales 335 son hombres y 79 son mujeres.